# Арт мак Лугдах
Арт мак Лугдах — (ірл. — Art mac Lugdach) — верховний король Ірландії (за середньовічною ірландською історичною традицією). Час правління: 599 — 593 до н. е. (згідно «Історії Ірландії» (ірл. — Foras Feasa ar Éirinn) Джеффрі Кітінга) або 812 — 806 до н. е. (згідно хроніки Чотирьох Майстрів). Син Лугайда Ламдерга – верховного короля Ірландії. Прийшов до влади в результаті вбивства свого попередника – вбивці його батька – Конайнга Бекеклаха. Правив Ірландією протягом шести років. Був вбитий Фіаху Толграхом та його сином Дуї Ладрахом. Про це пишуть Джеффрі Кітінг та Чотири Майстри. Проте «Книга Захоплень Ірландії»  (ірл. - Lebor Gabála Érenn) повідомляє, що на троні Арта мак Лугдаха змінив його син – Айліль Фінн (ірл. - Ailill Finn). У той же час Джеффрі Кітінг повідомляє, що Айліль Фінн прийшов до влади пізніше, вбивши Фіаху Толграха. «Книга захоплень Ірландії» синхронізує час його правління з часом правління Дарія II (423 – 404) в Персії, що сумнівно.